# Materials mesoporosos

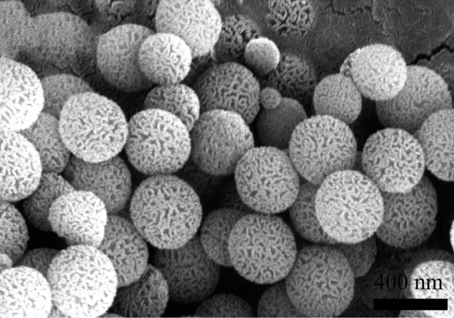
Nanopartícules de silice (SiO₂) amb estructura mesoporosa vistes mitjançant microscopia electrònica de rastreig (SEM).

Segons la IUPAC, un material mesoporós és aquell que conté porus amb diàmetres compresos entre els 2 i els 50 nm.
En el context dels nanomaterials, les recomanacions de la IUPAC classifiquen els materials porosos segons la mida dels seus porus:
- Materials microporosos, aquells que tenen un diàmetre de poro inferior a 2 nanòmetres.
- Materials mesoporosos, aquells materials amb un diàmetre de porus intermèdi, d’entre 2 i 50 nanòmetres.
- Materials macroporosos, aquells amb un diàmetre de porus superior a 50 nm.

Els materials mesoporosos típics inclouen òxids de silici i alumini, així com òxids de metalls de transició com el niobi, tàntal, titani, zirconi, ceri i estany. Tot i això, el material mesoporós més destacat és el carbó mesoporós, que s'usa en diverses aplicacions d'emmagatzament d'energia. El carbó actiu també pot tenir una estructura mesoporosa, així com microporosa, depenent de les condicions en que es sintetitzi.